# Universe (album Modern Talking)
Universe – dwunasty i ostatni album studyjny niemieckiego zespołu Modern Talking, wydany 31 marca 2003 roku przez wytwórnię BMG. Album zawiera jeden międzynarodowy przebój:
- TV Makes the Superstar

## Wyróżnienia
- Złota płyta:
  - Niemcy

## Lista utworów
CD (82876 50815 2) (BMG)	31.03.2003
| Nr  | Tytuł                      | Długość |
| --- | -------------------------- | ------- |
| 1.  | TV Makes the Superstar     | 3:44    |
| 2.  | I’m No Rockefeller         | 3:40    |
| 3.  | Mystery                    | 3:32    |
| 4.  | Everybody Needs Somebody   | 4:09    |
| 5.  | Heart of an Angel          | 4:08    |
| 6.  | Who Will Be There          | 3:47    |
| 7.  | Knocking on My Door        | 3:36    |
| 8.  | Should I, Would I, Could I | 3:45    |
| 9.  | Blackbird                  | 3:17    |
| 10. | Life Is Too Short          | 3:32    |
| 11. | Nothing But the Truth      | 3:20    |
| 12. | Superstar                  | 3:41    |

## Listy przebojów (2003)
| Państwo    | Najwyższe miejsce |
| ---------- | ----------------- |
| Austria    | 10                |
| Czechy     | 19                |
| Belgia     | 2                 |
| Estonia    | 4                 |
| Łotwa      | 1                 |
| Niemcy     | 2                 |
| Polska     | 20                |
| Szwajcaria | 25                |
| Węgry      | 24                |

## Autorzy
- Muzyka: Dieter Bohlen
- Autor tekstów: Dieter Bohlen
- Wokalista: Thomas Anders
- Producent: Dieter Bohlen
- Aranżacja: Dieter Bohlen
- Współprodukcja: Thorsten Brotzmann (1/2/10), Lalo Titenkov (4/5/7/8/9), Kay Nickold (3/6/11/12)